# Herbert Bonewitz

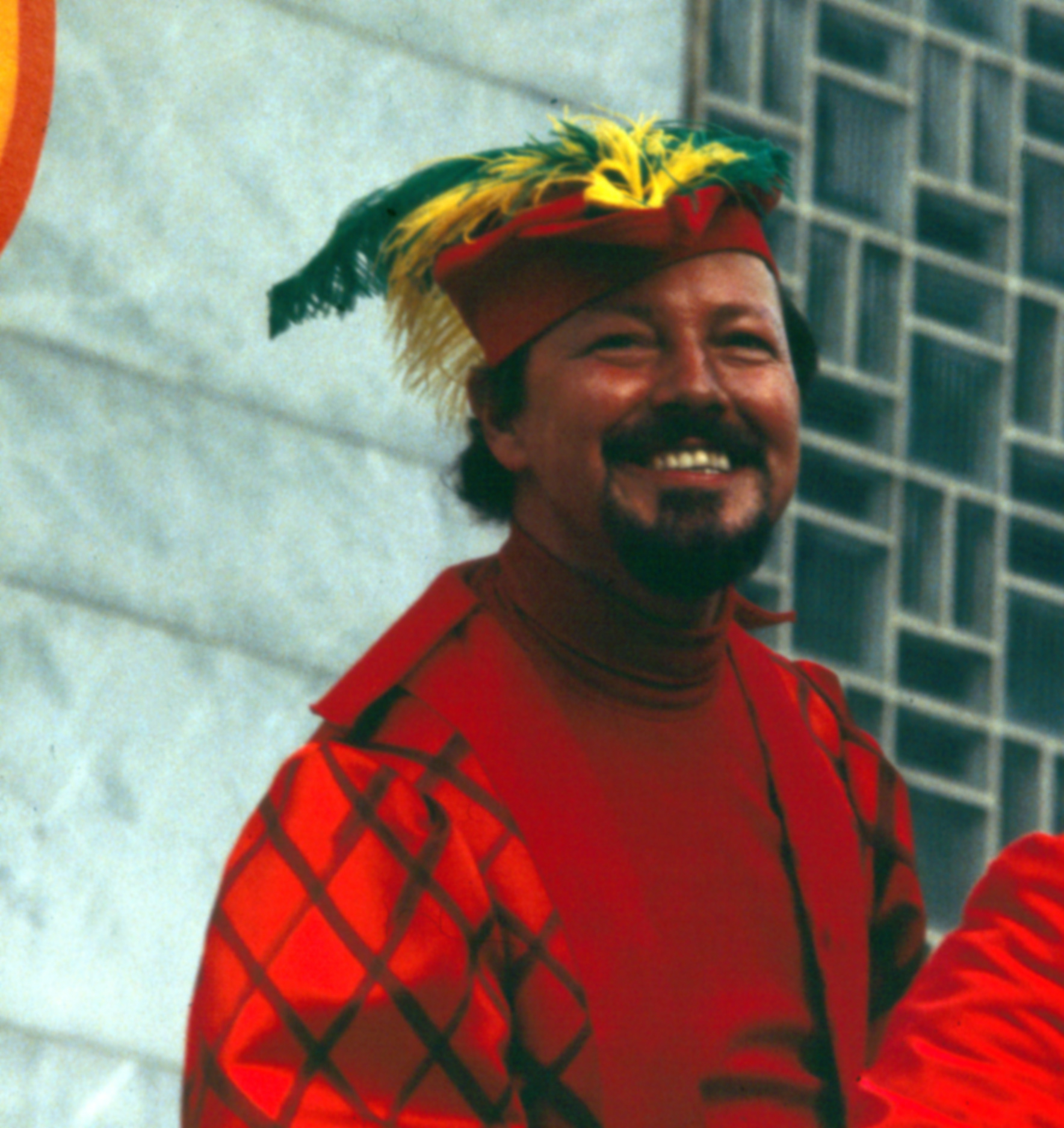
Herbert Bonewitz (1977)

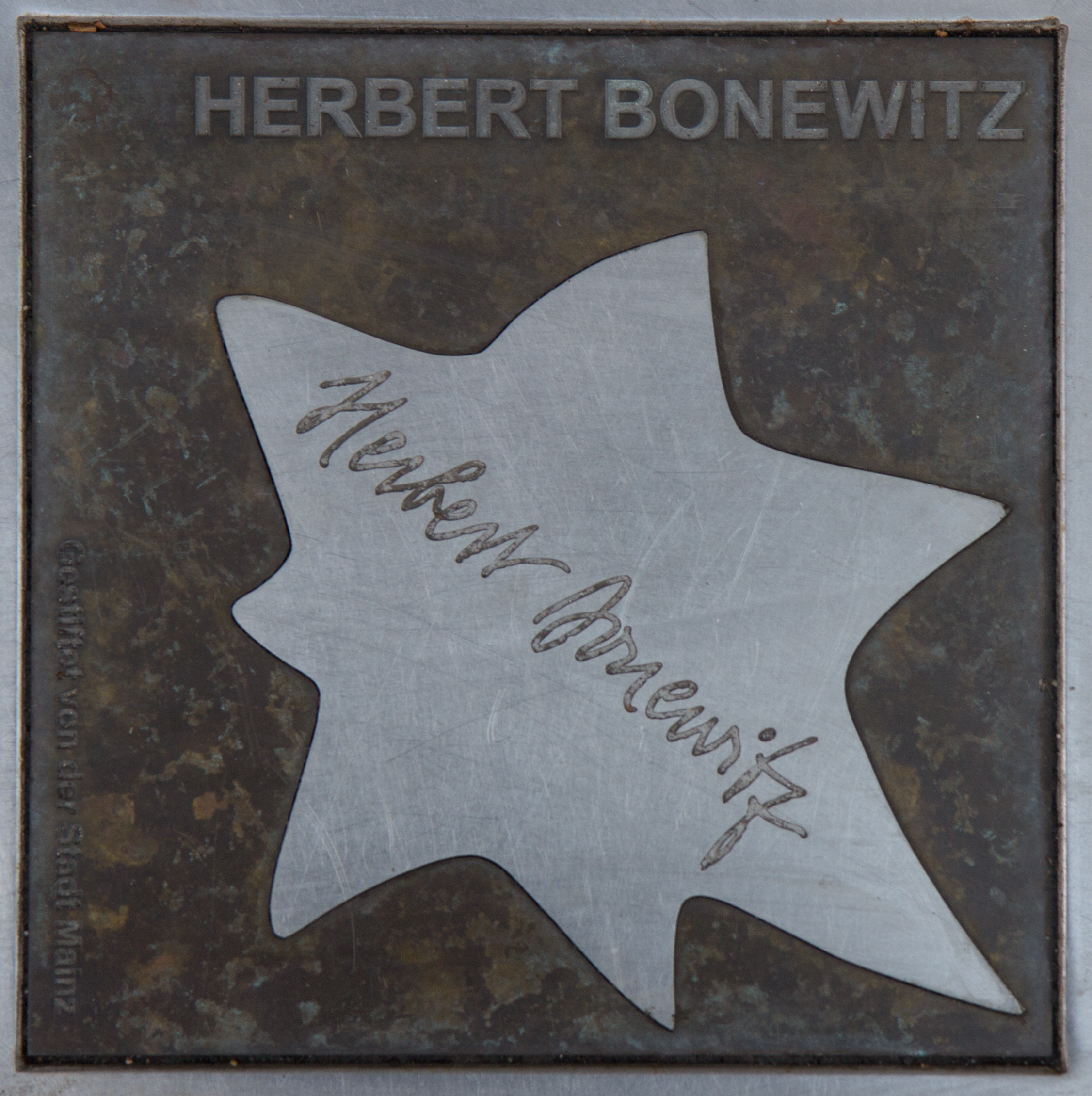
Sterne der Satire für Herbert Bonewitz

Herbert Bonewitz (* 9. November 1933 in Mainz; † 29. April 2019 ebenda) war ein deutscher Kabarettist. Zunächst wurde er durch seine Auftritte in der Mainzer Fastnacht bekannt; unter anderem gehören der Büttenschieber (1970), Professor Knickebein (1973), Prinz Bibi (1974) und der Psychologe Dr. Ödipus Meisenspinner (1976) zu seinen bekanntesten Auftritten. Anlässlich des 50-jährigen TV-Jubiläums der Fernsehsitzung „Mainz bleibt Mainz, wie es singt und lacht“ gab er dort am 4. Februar 2005 als Uralt-Aktiver seinen Abschied.

## Werdegang
Nach der Schule und Abitur am Gymnasium am Kurfürstlichen Schloss 1953 studierte Herbert Bonewitz Publizistik, Werbung und Public Relations sowie Grafik-Design und arbeitete 25 Jahre im Mainzer Hygienepapier-Konzern Hakle, bei dem er unter Hans Klenk bis zum Leiter der Hauptabteilung Kommunikation aufstieg. Nebenbei lernte er Klavier spielen. 
Am 17. Februar 1955 nahm er an der ersten Karnevalssendung des Deutschen Fernsehens teil, die Wolfgang Brobeil initiierte und leitete. In den Jahren 1960 bis 1981 machte er sich zusammen mit den Gonsbachlerchen wie auch als Redner ohne Bütt, als Revoluzzer der Fastnacht und virtuoser Grenzgänger zwischen allen Stilen nicht immer nur beliebt. Er wurde mehrmals das Ziel von Zensur- und Einschüchterungsversuchen, die er jedoch ignorierte.
Sein hintersinniger Wortwitz gepaart mit dialektaler Komik ließ manchem Narren das Lachen im Halse stecken bleiben, konnte andere dafür umso mehr begeistern. Bundesweit wurde er durch die Fernsehauftritte in den Mainzer Fastnachtssitzungen bekannt. Unter den häufig kritischen Stimmen nach diesen bis zu vier Stunden langen – und regelmäßig überzogenen – Live-Fernsehsendungen wurde Bonewitz von den Zuschauern sehr oft ausdrücklich von Kritik ausgenommen, was auf den Leserbriefseiten der Fernsehzeitschriften deutlich wurde, wie zum Beispiel 1973 in der Hörzu nach seinem Auftritt als „Party Professor Knickebein“.
Ab dem Jahr 1975 betätigte er sich auch als Kabarettist. Ermutigt durch Hanns Dieter Hüsch, widmete er sich diesem Metier seit 1984 ganz und gab seine berufliche Position bei Hakle auf. Als selbständiger Kabarettist reiste er bis 1999 auf Tourneen durch das gesamte Bundesgebiet. Seine Auftritte wurden teils für Schallplattenproduktionen mitgeschnitten, so das Programm Total im Bild. Eine makaberettistische Realvision der deutschen Medienlandschaft. In seinen Programmen zeigte Bonewitz sich selbst am Klavier begleitend immer wieder auch als talentierter Liedermacher. Für den Gonsenheimer Carneval-Verein sprang er öfter in die Bresche, wenn Not am Mann war.
Am 7. Juli 2006 erhielt der Kabarettist Herbert Bonewitz auf dem Mainzer Walk of Fame des Kabarett einen Stern der Satire. Nach einer schweren Krebserkrankung machte Bonewitz im Juni 2010 erstmals wieder Autorenlesungen. Im November 2017 wurde Bonewitz mit dem Mainzer Medienpreis für „Nachhaltiges Mediales Wirken“ ausgezeichnet.
Er war ab 1958 verheiratet, hatte eine Tochter, einen Sohn und vier Enkel und wohnte bis zu seinem Tod in Mainz-Gonsenheim.
2019 starb Bonewitz 85-jährig in seiner Geburtsstadt Mainz nach langer Krankheit. Seine Grabstätte befindet sich auf dem Waldfriedhof in Gonsenheim.

## Publikationen
- Herbert Bonewitz: Mein Kabarett-Menü : pikante Leckerbissen und regionale Spezialitäten. Verlag Bonewitz Communication, Bodenheim 2008, ISBN 978-3-9811590-3-5.
- Herbert Bonewitz: BoneWitziges Satirikum : mit scharfer Zunge und spitzer Feder. Verlag Bonewitz Communication, Bodenheim 2006, ISBN 3-00-020244-7.
- René Goscinny, Albert Uderzo: Büschelsche 41., Asterix uff Määnzerisch. - 1. Kuddelmuddel ums Kupperdibbe / verzeehlt vun Rene Goscinny. Gezeischent vum Albert Uderzo. [Aus em Franz. übbers. hot's die Gudrun Penndorf. Uffgemotzt ins äänzisch rischtische Deitch, des wo määnzerisch is, hot's de Herbert Bonewitz] Ehapa Comic Collection Egmont, Köln 2001, ISBN 3-7704-2278-3.
- Herbert Bonewitz: Zwischen allen Stilen : kuriose Erlebnisse & lehrreiche Erfahrungen ; zum 50-jährigen Bühnenjubiläum anno 2000. Erasmus Edition, Mainz 2000, ISBN 3-925131-02-7.
- Herbert Bonewitz, Reinhard Hippen: Typisch Bonewitz. H. Schmidt Verlag, Mainz 1993, ISBN 3-87439-306-2.

## Diskographie
- Ein Narr packt aus (LP 1975)
- Ein Narr packt ein (LP 1983). Mit: Heile Gänsje Parodien − als Musikprofessor (Aufnahme 1982), Määnzer Englisch − als Fremdenführer (Aufnahme 1983)
- Total im Bild. Eine makaberettistische Realvision der deutschen Medienlandschaft (LP)